# Stara Synagoga w Gdańsku-Wrzeszczu
Stara Synagoga w Gdańsku-Wrzeszczu – nieistniejąca synagoga znajdująca się w Gdańsku, w dzielnicy Wrzeszcz Górny, przy wschodniej stronie rynku, na tyłach zabudowy należącej do dworu Wejherów.

## Historia
Synagoga została zbudowana w 1775 roku przez gminę z Wrzeszcza. Była czynna do czasu uroczystego otwarcia śródmiejskiej Wielkiej Synagogi w 1887 roku.